# Krojatj
Krojatj (bulgariska: Крояч) är ett distrikt i Bulgarien.   Det ligger i kommunen Obsjtina Loznitsa och regionen Razgrad, i den nordöstra delen av landet, 280 km öster om huvudstaden Sofia.
Trakten runt Krojatj består till största delen av jordbruksmark. Runt Krojatj är det ganska tätbefolkat, med 116 invånare per kvadratkilometer.